# Сосновый Бор (Татарстан)
 Сосновый Бор  — поселок в Тукаевском районе Татарстана. Входит в состав Князевского сельского поселения.

## География
Находится в северо-восточной части Татарстана на расстоянии приблизительно 9 км на юго-восток от районного центра города Набережные Челны на автомобильной дороге Казань-Уфа.

## История
Основан в 1979 году, официально зарегистрирован в 1984 году.

## Население
Постоянных жителей было: в 1989 году — 167, 885 в 2002 году (татары 69 %, русские 27 %), 1025 в 2010.